# Turcia
Turcia es un municipio y lugar español de la provincia de León, en la comunidad autónoma de Castilla y León. Consta de cuatro localidades: Armellada, Gavilanes, Palazuelo de Órbigo y Turcia. La cabecera del municipio corresponde a la localidad del mismo nombre. Cuenta con una población de 986 habitantes (INE 2024).
La economía de Turcia se basa en la agricultura, por estar emplazado en el muy fértil valle del río Órbigo.
Esta es una de las zonas de España con mayor producción de lúpulo, planta amarga que se usa para la elaboración de la cerveza. Además, gran abundancia del monocultivo de remolacha azucarera. Su margen del río Órbigo está emplazado en el coto pesquero de Santa Marina del Rey, con una legendaria riqueza por la calidad de sus truchas.

## Toponimia
Se barajan dos hipótesis que expliquen el topónimo Turcia.
Una posibilidad es que Turcia esté incluida en el numeroso grupo de nombres de lugar con un componente hidronímico (relacionado con el agua). Se cree que proviene de las lenguas prerromanas la partícula itur, que significa fuente. Un caso curioso se halla en el vascuence, pues llaman iturri a las fuentes o manantiales. En el proceso de formación de la palabra Turcia, itur perdió su vocal inicial, lo cual es frecuente (por ejemplo, Emérita, dio lugar a Mérida). Todas estas indagaciones llevan a pensar en la posibilidad de que denominaran Turcia a un paraje que destacara por la abundancia de fuentes. Lo cierto es que esto se cumple, pues en el término de la localidad se registra un ingente número de manantiales, sobre todo en el monte.
La otra posibilidad, es que la partícula tur, de origen prerromano, tenga un significado de fuerte o fortaleza. La palabra castrum (castro), deriva de esta partícula tur y acabaría simbolizando algo así como población o aldea.

## Historia

### Edad Antigua
El castro de Turcia fue el primer asentamiento humano datado en la Ribera del Órbigo. Se tiene constancia de que estuvo habitado durante la Edad del Hierro y posiblemente también en la época de dominación romana.
Para mejorar las comunicaciones y facilitar el transporte de personas y mercancías, los romanos desarrollaron una extensa red viaria que conectaba los principales centros políticos y económicos. Por la zona del Órbigo transcurrían varias de estas calzadas. Discurría por el término de Turcia un sendero o calzada secundaria, que recibía el nombre de Senda de Astorga o Camino de los Maragatos, y era de origen romano. Dicha vía nacía en Armellada, discurría por detrás del castro de Turcia, atravesaba el arroyo Barbadiel y ascendía hasta Vega de Antoñán. Posteriormente enlazaría directamente con la ciudad de Astorga, pasando probablemente por San Román de la Vega. Este camino fue muy utilizado para desplazarse hacia la ciudad de Astorga hasta la construcción de la carretera actual (en torno a 1888).

### Edad Media
El pueblo tal y como lo conocemos hoy, sería uno de los muchos que se fundaron en la zona durante la época de la Reconquista. Encontramos la primera referencia en el reinado de Ordoño I, rey que llevó a cabo la repoblación de la zona en los años centrales del siglo IX. Por aquel entonces, el pueblo se llamaba Turgia. La tradición sitúa el establecimiento primigenio del pueblo en la zona de Las regueras. El hecho de que la repoblación de estas tierras fuese impulsada por los reyes asturianos explica la vinculación de Turcia al Obispado de Oviedo hasta tiempos recientes (1954).
Se sabe de la existencia de unos palacios reales en el término de Turcia, de los que se conserva amplia documentación que data de los siglos XII y XIII, durante el reinado de Alfonso IX. Estos palacios debieron de ser una de las moradas accidentales del rey, donde reunía a las principales autoridades (seglares y eclesiásticas) y tomaba decisiones.
En el primer tercio del siglo XIV el poblado de Turge (Turcia), junto con el de Armellada, eran propios del infante Felipe de Castilla, hijo del rey Sancho IV. De esta época parten las desavenencias con el vecino pueblo de Santa Marina del Rey por la construcción de la presa Cerrajera, a la que se opusieron e intentaron boicotear por todos los medios, por creer que dicha obra era un agravio a sus derechos. A la muerte del expresado Felipe, ambos pueblos pasaron a pertenecer a su viuda, Margarita de la Cerda.
En 1354, la reina María de Portugal, viuda del rey Alfonso XI, dona los lugares de Turcia, Armellada, Velilla de la Reina y el castillo de Aguilar a Juan Alfonso de Benavides, en reconocimiento por su valerosa actuación en la defensa de Tarifa de los reyes de Granada. La prestigiosa familia Benavides tendría estas posesiones en su poder hasta 1366, cuando en el contexto de la guerra civil por el trono de Castilla, Enrique II de Castilla privó a Men Rodríguez de Benavides de algunas propiedades que le correspondían por herencia de su tío Juan Alfonso. Estos lugares (Turcia, Armellada, Velilla de la Reina y el castillo de Aguilar) recaerían en manos de Juan González de Bazán, camarero del expresado Enrique II, en concepto de recompensa por sus servicios. La hija de Juan González de Bazán contraería matrimonio con Pedro Suárez de Quiñones en 1372, recibiendo este último todas las propiedades anteriormente descritas como dote. De este modo se explica la vinculación del pueblo de Turcia con la familia Quiñones (futuros condes de Luna).
En 1462, el rey Enrique IV titula conde de Luna a Diego Fernández de Quiñones. Esta familia administraría y tendría bajo su jurisdicción gran cantidad de pueblos. Se fijarían en el río Órbigo dos jurisdicciones: una con cabecera en Llamas de la Ribera y otra en Benavides de órbigo, perteneciendo a esta última un total de 19 pueblos (Turcia entre ellos).
A finales del siglo XV (1491) los pueblos de la orilla derecha del río Órbigo se enzarzarían en grandes pleitos con Santa Marina del Rey por el viejo problema de la toma de aguas para la presa Cerrajera. El pueblo de Turcia, a su vez, tuvo conflictos con los pueblos de Palazuelo y Gavilanes en 1518, por temas referentes a la captación de aguas de la presa Ahilonjo y el aprovechamiento de los montes para pastos. En 1570, se iniciaron una serie de pleitos con el pueblo de Sardonedo por los pastos de La Vega y Los Cachones, que no concluirían definitivamente hasta 1995.

### Edad Moderna
Existieron en el pueblo dos ermitas; una bajo la advocación de Santa Cristina y otra propia de la cofradía de La Vera Cruz. La primera de ellas se hallaba en el altozano que lleva su nombre, acogía una concurrida romería cada 24 de julio y albergaba la imagen de la patrona del pueblo, así como la talla del Patrón Santiago (hoy conservada en el Museo de los Caminos de Astorga). Cayó en el abandono y se desplomó en torno a 1880, trasladándose a la iglesia parroquial todo lo que en ella se albergaba. En cuanto a la ermita de La Cruz, se hallaba ubicada en el pago de Las Barreras y era propia de la única cofradía que funcionaba en el pueblo. Fue construida en 1725 y perduró hasta 1821, en que se desplomó a causa de la fragilidad de su construcción y del periodo desamortizador del Trienio Liberal, que privó a la cofradía de las rentas que se invertían en el mantenimiento del edificio. Acogía una procesión el día de Jueves Santo, a cuya coclusión se ofrecía una colación a los hermanos cofrades. Ambas ermitas fueron lugares de enterramiento para vecinos pobres que no podían costearse una sepultura en el templo parroquial, transeúntes y forasteros que fallecían en el pueblo y enfermos a causa de pestes y enfermedades contagiosas.
La antigua iglesia parroquial de Santa María de Turcia se localizaba en el solar que actualmente ocupa el cementerio de la localidad. Había sido construida en el siglo XVI (hallamos referencias a la misma en 1585). En su interior albergaba un gran retablo mayor de estilo barroco (dorado en 1763), obra del entallador Froilán de Valladolid, así como otros dos pequeños retablos barrocos, cuadros e imágenes de gran valor. El templo parroquial sufrió graves saqueos durante La Guerra de la Independencia Española, ya que consta que las tropas francesas hurtaron objetos de valor, alhajas y libros del archivo. El cementerio parroquial fue construido en 1833, anejo al templo, por una orden gubernamental que prohibía los enterramientos en los interiores de las iglesias. En 1845 sufrió grandes reformas, documentadas en los libros de fábrica. El poeta riberano Antonino García Álvarez (1783-1858) realizó un poema elogiando el resultado de la restauración. El edificio llegó al siglo XX muy deteriorado, lo que conllevó a la construcción de una nueva iglesia en los años 60 y al derribo de este templo en 1973.
Estuvo funcionando durante buena parte del siglo XVII un hospital de pobres en el pueblo de Turcia. El edificio sería una especie de albergue para viandantes, transeúntes y pobres. No tenía un carácter sanitario ni estaba regentado por médicos, sino que era un lugar que proporcionaba alojamiento y ayudaba «a bien morir» a los pobres y enfermos. Se conservan referencias a dicho hospital entre 1613 y 1684. Respecto al lugar en que se ubicaba este hospital, lo más seguro es que se hallase en la calle que actualmente se llama Travesía, pues hasta los años 20 del siglo pasado, la citada vía recibía la denominación de calle del hospital. Era una construcción destacada y no es extraño que ello sirviera de referencia a la hora de nombrar a una calle.

### Edad Contemporánea
El siglo XIX se presenta como una época difícil en España, ello tuvo repercusión en el pueblo de Turcia, que se vio afectado por los sucesos del momento, llegando a pasar grandes dificultades los vecinos. El siglo comenzó con la invasión napoleónica (1808), con el problema de las continuas partidas francesas que camparon a sus anchas por la zona, saqueando y exigiendo raciones, dinero, ganado, etc.
La constitución de Cádiz de 1812 supuso la llegada a España de las ideas liberales que amenazaban al imperante Antiguo Régimen. Aunque la constitución estuvo vigente un breve período de tiempo, dejó su huella en el pueblo, pues a ella se debe la construcción de la primera escuela de Turcia (1814).
Sin embargo, el regreso del rey Fernando VII (1814-1833) significó un freno a las ideas liberales, a la constitución y a los proyectos de reforma. Sólo se experimentaron ciertos cambios durante el Trienio Liberal (1820-1823), período bajo el cual se inició un proceso desamortizador que afectó a varias instituciones religiosas constituidas en el pueblo de Turcia. De nuevo, la vuelta al poder de Fernando VII, produjo el retorno al absolutismo y la paralización de toda clase de reformas.
La tónica general del primer tercio del siglo fue la de la miseria y la pobreza extrema, acentuada por una serie de avatares como: la guerra de la independencia, la inestabilidad política, las enfermedades, el clima (fueron usuales en algunos inviernos las heladas, el pedrisco y las inundaciones). Debido a la crisis general que se dejaba notar en todos los ámbitos, el concejo se vio sin medios y no tuvo más remedio que ir vendiendo bienes comunales. Por otra parte, el culto católico fue muy afectado y ello quedó patente en el pueblo de Turcia: la iglesia parroquial de Santa María (saqueada durante la invasión francesa) se hallaba en estado de ruina; la ermita de Santa Cristina comenzó a ser abandonada y también sufrió saqueo, a ello contribuyó la desamortización de los bienes que la mantenían; la ermita de la Veracruz desaparecería en los primeros años del siglo XIX.
El segundo tercio del siglo XIX estuvo marcado por importantísimos cambios. Sería por estos años cuando, al mejorar levemente la situación general, comenzó a aumentar la población de forma considerable. Como consecuencia de este crecimiento demográfico, prosiguió el estiramiento del pueblo hacia el oeste, llegando algunas viviendas a las proximidades de la actual carretera. Esto también supuso la paulatina desaparición del barrio que se hallaba enclavado al otro lado de la presa Ahilonjo (las últimas viviendas desaparecerían a finales de la centuria).
A lo largo del siglo XX, el pueblo de Turcia sufrió profundos cambios y transformaciones que alteraron el tipo de vida que venían teniendo sus vecinos desde hacía siglos. Durante este siglo, el pueblo creció hacia el Oeste, naciendo el barrio de Ferreras (barrio de arriba). El pueblo alcanzó su máximo de población, llenándose las dos escuelas de niños, siendo entonces cuando comenzó la emigración a las grandes ciudades, que de manera sorprendente alejó del pueblo a gran parte de la población.
Como en la anterior centuria, a lo largo de este siglo se vivió un período de inestabilidad política muy acusado. Se desmoronaría la monarquía, dejando paso a la II República (1931-1936). Este cambio de gobierno trajo consecuencias importantes como la supresión definitiva del poder señorial. Si bien hay que recalcar que el pueblo de Turcia no conseguiría verse eximido del pago de impuestos a los descendientes de los Condes de Luna hasta los años 70. La guerra civil española (1936-1939) trajo consigo la instauración de un régimen dictatorial. Durante esta etapa, el pueblo de Turcia experimentó un aumento demográfico sin precedentes, alcanzándose el techo máximo de población (546) en 1960; llegaría el progreso, con cierto atraso, a la localidad (alumbrado público, agua corriente, etc.); la parroquia dejaría de pertenecer a la diócesis ovetense para pasar a formar parte del obispado de Astorga (1955), en virtud a lo acordado en el Concordato de 1953; se procedería al derrumbe del antiguo templo parroquial y a la construcción de uno nuevo, que es el que actualmente existe…
Los últimos años de la centuria se caracterizaron por los avances en materia de infraestructura y servicios a los vecinos. Sin embargo se aceleró el proceso de despoblación y finalizó el siglo con el cierre definitivo de las escuelas.

## Demografía
Cuenta con una población de 986 habitantes (INE 2024).
| Gráfica de evolución demográfica de Turcia entre 1857 y 2021 |
| |
| Población de derecho según los censos de población del INE. Población de hecho según los censos de población del INE. En 1857 aparece este municipio porque se segrega de Benavides. |

## Símbolos
El ayuntamiento de Turcia no había dispuesto de armas propias en épocas anteriores, por lo que se decidió adoptar un escudo de nueva creación. La heráldica acude a la historia de la localidad, a los productos de la misma y a su entorno geográfico, para resaltar los elementos que resulten más peculiares de su entorno.
Turcia se encuentra situado al oeste de la capital, en el Partido judicial de Astorga, estando sus tierras regadas por el canal de Carrizo y los ríos Omaña y Luna, que vierten sus aguas para confluir en uno solo, el Órbigo, por lo que figuran en su escudo los colores Azur (azul) y plata.
A diferencia del Páramo leonés, es una zona de valles en que los ríos forman frescas riberas con chopos, álamos, praderas, huertas y frutales. El riego se extiende a una extensa área y los cultivos de patata, legumbres, remolacha y lúpulo constituyen el factor económico de más importancia; por lo que figura en su escudo un haz de cereal, símbolo de esa riqueza agrícola, en el color sinople (verde) color de la campiña y oro, color de la riqueza.
El actual ayuntamiento está formado por cuatro núcleos de población: Armellada, Gavilanes, Palazuelo de órbigo y Turcia. Todos ellos están representados por los cuatro cuarteles del escudo.
Por todo lo expuesto, las armas del ayuntamiento se blasonan de la siguiente manera:

Cuartelado en aspa. 1.º y 4.º de plata onda de azur. 2.º y 3.º de sinople. Haz de tres espigas
de trigo de oro. Al timbre corona real cerrada.

Con respecto a la bandera, se ordenó de la forma señalada a continuación:

Bandera rectangular, de proporciones 2:3, formada por cuatro triángulos que forman las diagonales siendo el del asta azul, blanco el superior, verde el del batiente y amarillo el inferior, con el escudo municipal brochante en el centro.

La aprobación definitiva del escudo heráldico y escudo municipal, tuvo lugar el 22 de junio de 2000, en un pleno municipal y siendo alcalde, Antonio Silva González.

## Cultura

### Patrimonio

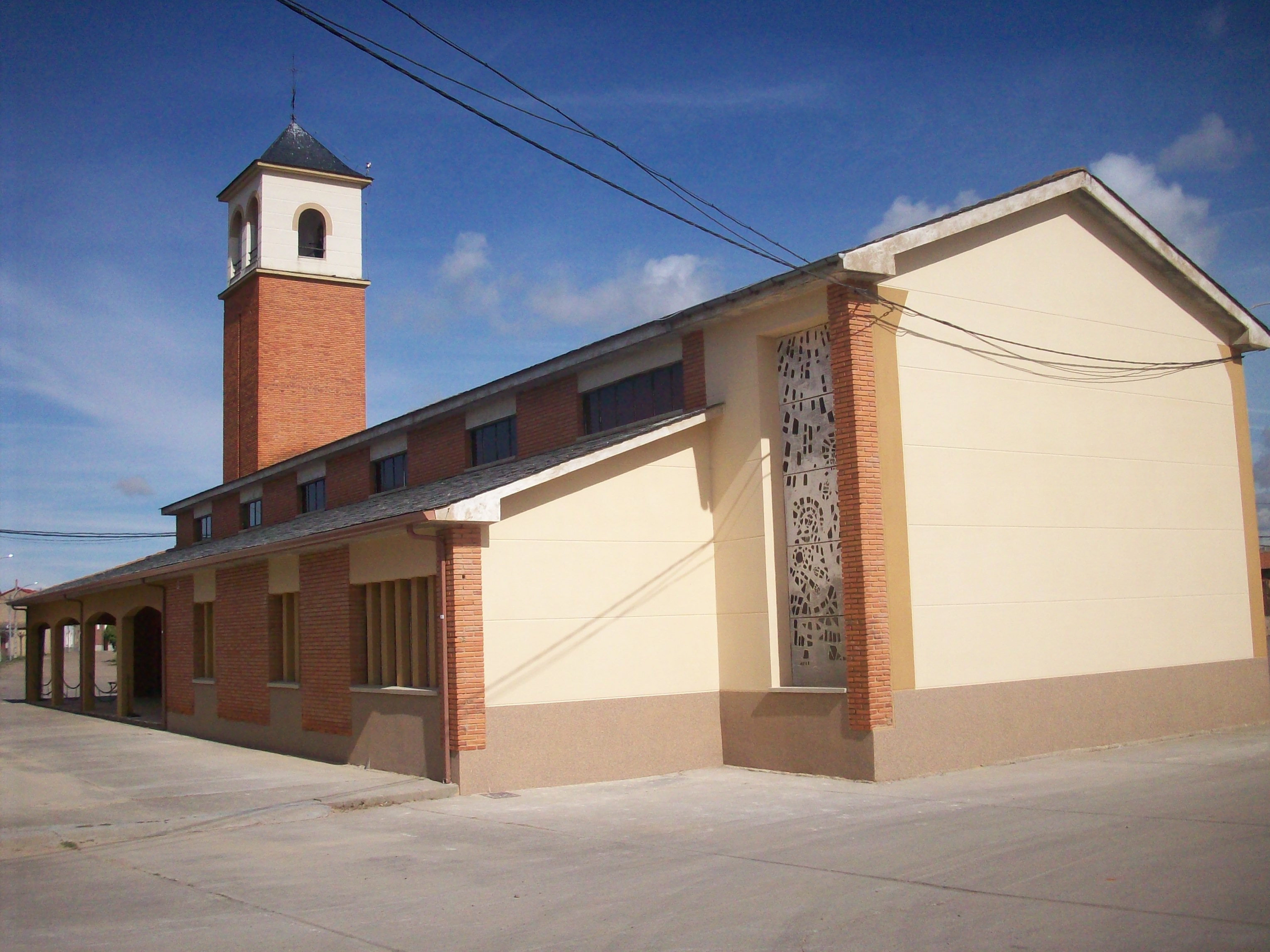
Iglesia parroquial de Santa María (2009)

La iglesia parroquial de Santa María, inaugurada oficialmente el 19 de marzo de 1968 (festividad de San José) y bendecida por el difunto obispo de la diócesis de Astorga, Antonio Briva Mirabent. Se levanta el edificio sobre unos cimientos construidos en 1929 y las obras se sufragaron con la venta de bienes de la antigua capellanía de La ración, diversas subvenciones y aportaciones vecinales.
En su interior, se conserva una preciosa y antigua talla de la virgen de los dolores, así como otra de Santa Cristina. Otro elemento valioso es la cajonería de la sacristía, que data de 1887.

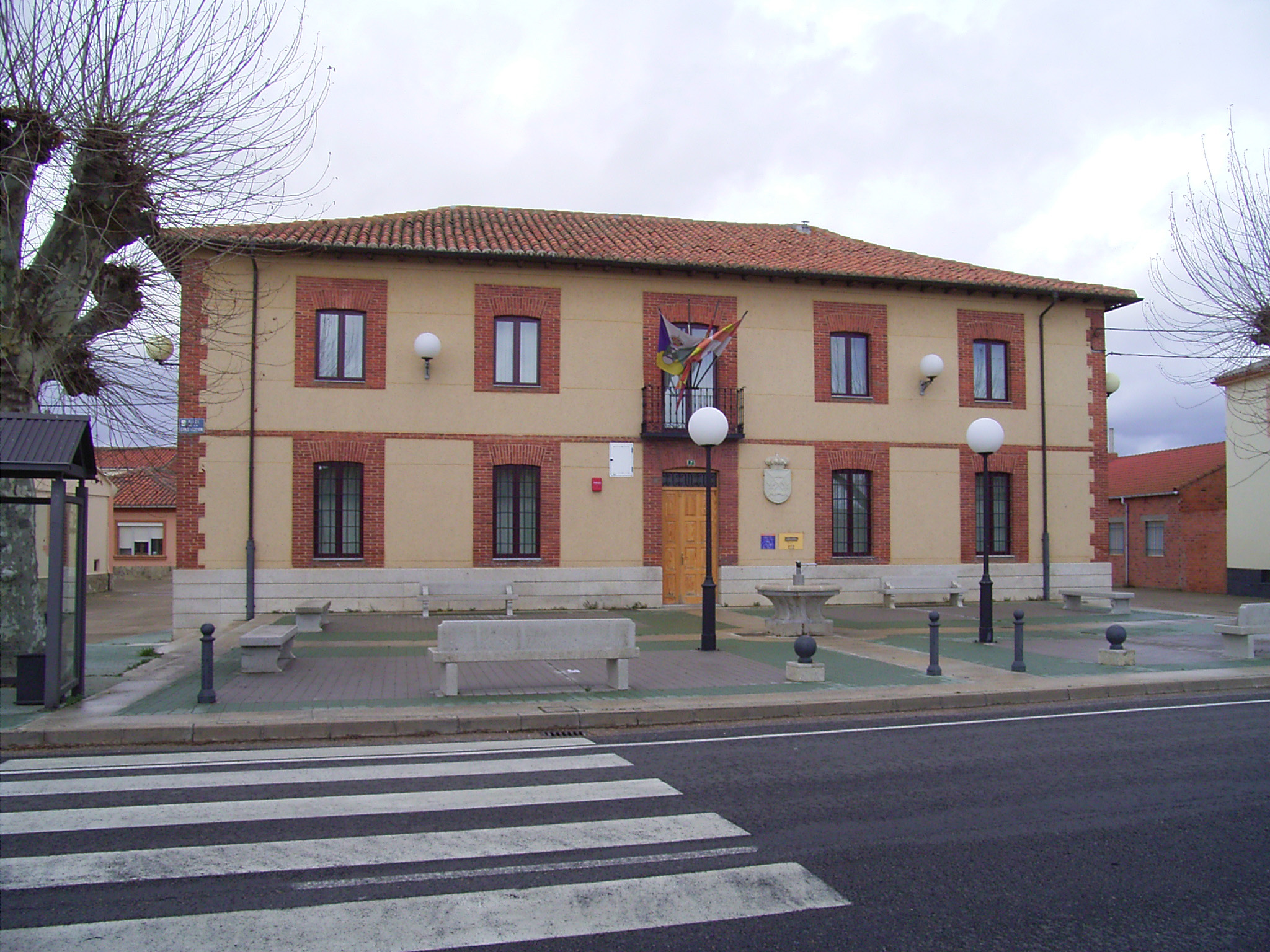
Casa consistorial (2006)

La casa consistorial, que fue construida entre 1911 y 1913, para sustituir a la antigua sede del ayuntamiento, la cual desapareció por un incendio a comienzos del siglo XX.
Turcia pertenecía originalmente al ayuntamiento de Benavides de Órbigo, pero en 1856 pasó a encabezar ayuntamiento propio con los pueblos de Armellada, Palazuelo y Gavilanes. La casa consistorial y las escuelas antiguas se localizaban en la plaza del Puesto de las vacas (actual calle Obispo Santiago) pero ambos edificios sucumbirían a las llamas en un aparatoso incendio en 1909. Teniendo en cuenta que el pueblo se extendía hacia el oeste, se decidió levantar la nueva casa consistorial en el margen de la carretera que en la actualidad atraviesa la localidad. Recientemente se ha reconvertido el entorno del ayuntamiento en una plaza adoquinada, formando un armónico conjunto con la fuente pública (construida en los años 50) y dos árboles plataneros centenarios.

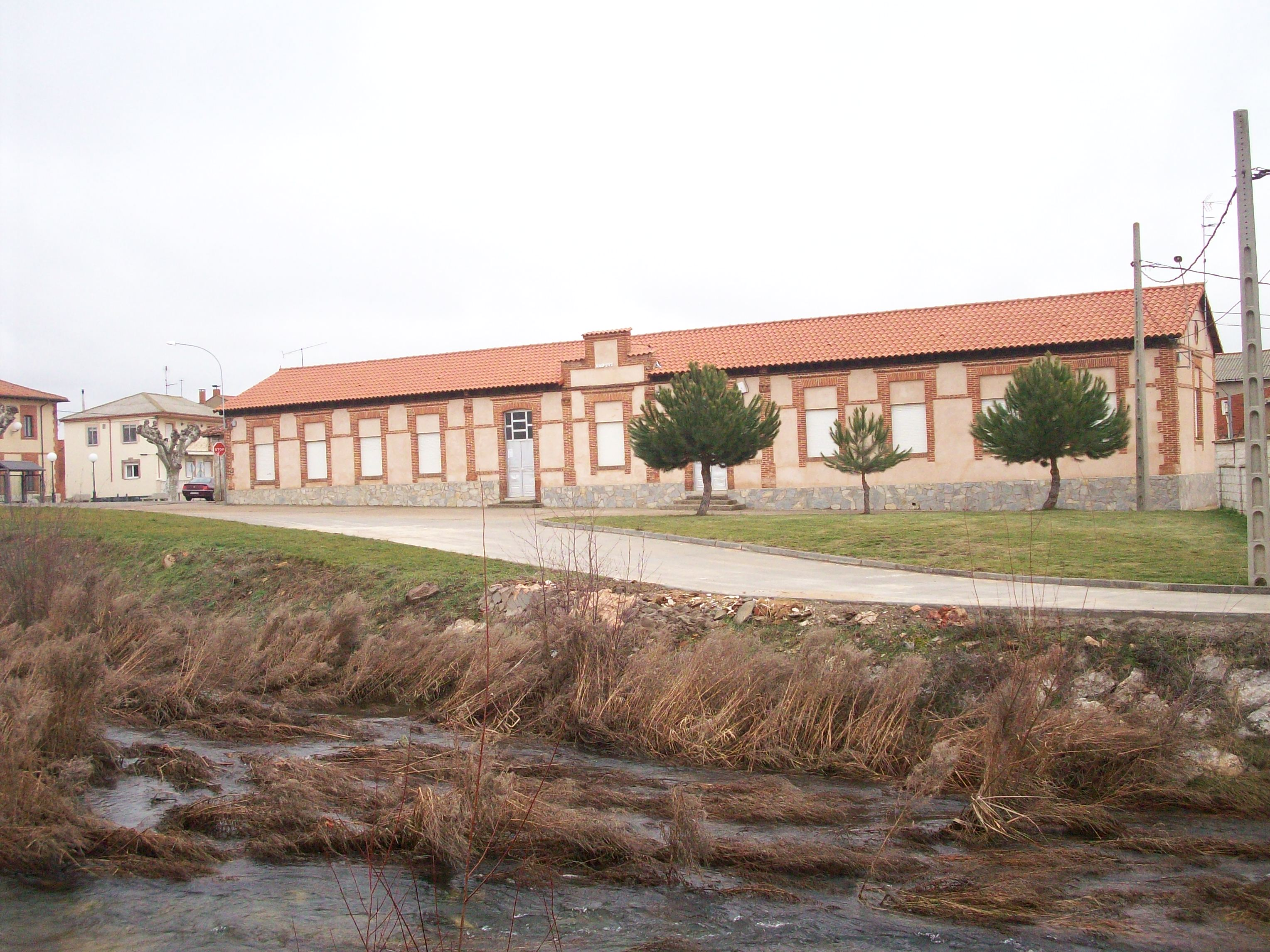
Escuelas

Las escuelas, construidas en 1917. Primero se separó a los alumnos por sexos y más tarde por edades. En el año 2000 cesó su actividad, por falta de alumnado. Recientemente se ha realizado una profunda reforma del edificio, que ha sido reconvertido en un centro de reuniones de las diversas asociaciones del pueblo y sede de múltiples actos culturales.
El salón del pueblo, construido en 1952 por hacendera de los mozos del pueblo. En la década de los 50 fue el salón de baile más concurrido de la zona. Los bailes tenían lugar los domingos por la tarde y a ellos acudían gran cantidad de mozos de los pueblos cercanos, a los que se cobraba una cantidad simbólica por la entrada. Como dato anecdótico, por aquellos años no cobraban entrada a las mujeres y se prohibía fumar dentro del recinto. Este tipo de salones de baile quedarían ensombrecidos ante el auge de las nuevas discotecas situadas en los pueblos de Benavides de Órbigo y Carrizo de la Ribera.
El pozo artesiano, denominado popularmente como el caño, construido en 1931. En origen surtía agua por cuatro caños, pero en la actualidad sólo lo hace únicamente por uno. A su lado se encuentra en lavadero público, construido en 1972 y cercado con una verja metálica en 1983 para impedir a los ganados abrevar en él. Fue reformado en 2008.
El antiguo potro de herraje, ubicado en una caseta en Las eras de abajo. Es una estructura de madera cuya utilidad es la de sujetar a las bestias y poder así herrarlas y curarlas. Está compuesto por cuatro postes verticales de madera, sobre los que se soportan unas vigas (también de madera) que permiten amarrar de forma adecuada a los animales. Era una propiedad de carácter comunal y está en fase de restauración actualmente.
También, se conservan varias viviendas antiguas, construidas a base de tapial y adobe. Auténticas muestras de arquitectura tradicional.

### Festividades

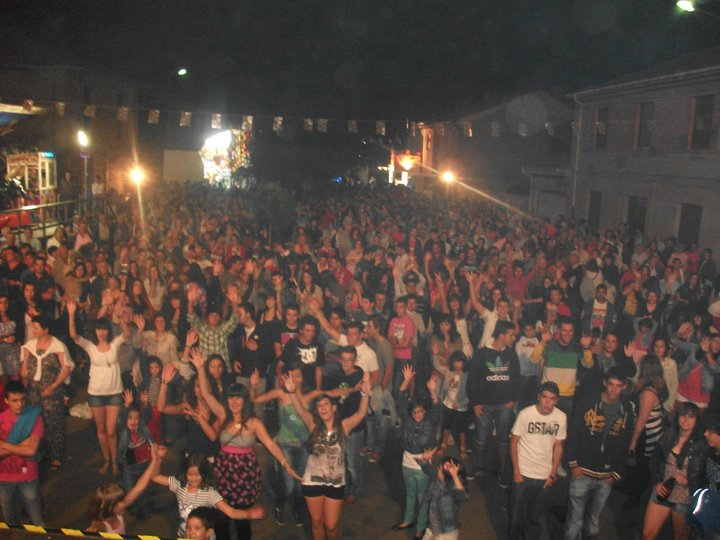
Fiestas de Turcia (2012)

Las fiestas de la capital del ayuntamiento (Turcia) son: Santa Cristina (sábado anterior e inmediato al día 24 de julio) y La Natividad de Nuestra Señora (penúltimo fin de semana del mes de agosto). Son conocidas por la gran cantidad de actividades culturales de sus programas festivos, así como por la gran afluencia de gentes de toda la Ribera del Órbigo. La organización de los festejos corre a cargo de la Asociación Cultural El Castro, la cual cuenta con el apoyo de la gran mayoría de los vecinos y personas afines al pueblo.
Otras festividades menores que se celebran en el pueblo son la de San Isidro Labrador (15 de mayo) y la fiesta de la Asociación de Jubilados Santa Cristina, que tiene lugar el primer sábado del mes de agosto.
Antiguamente las fiestas del pueblo eran los días 24 de julio (Santa Cristina) y 8 de septiembre (Natividad de Nuestra Señora), pero por diversos motivos se han ido cambiando de fecha hasta quedar tal y como están fijadas en la actualidad.

### Pendón

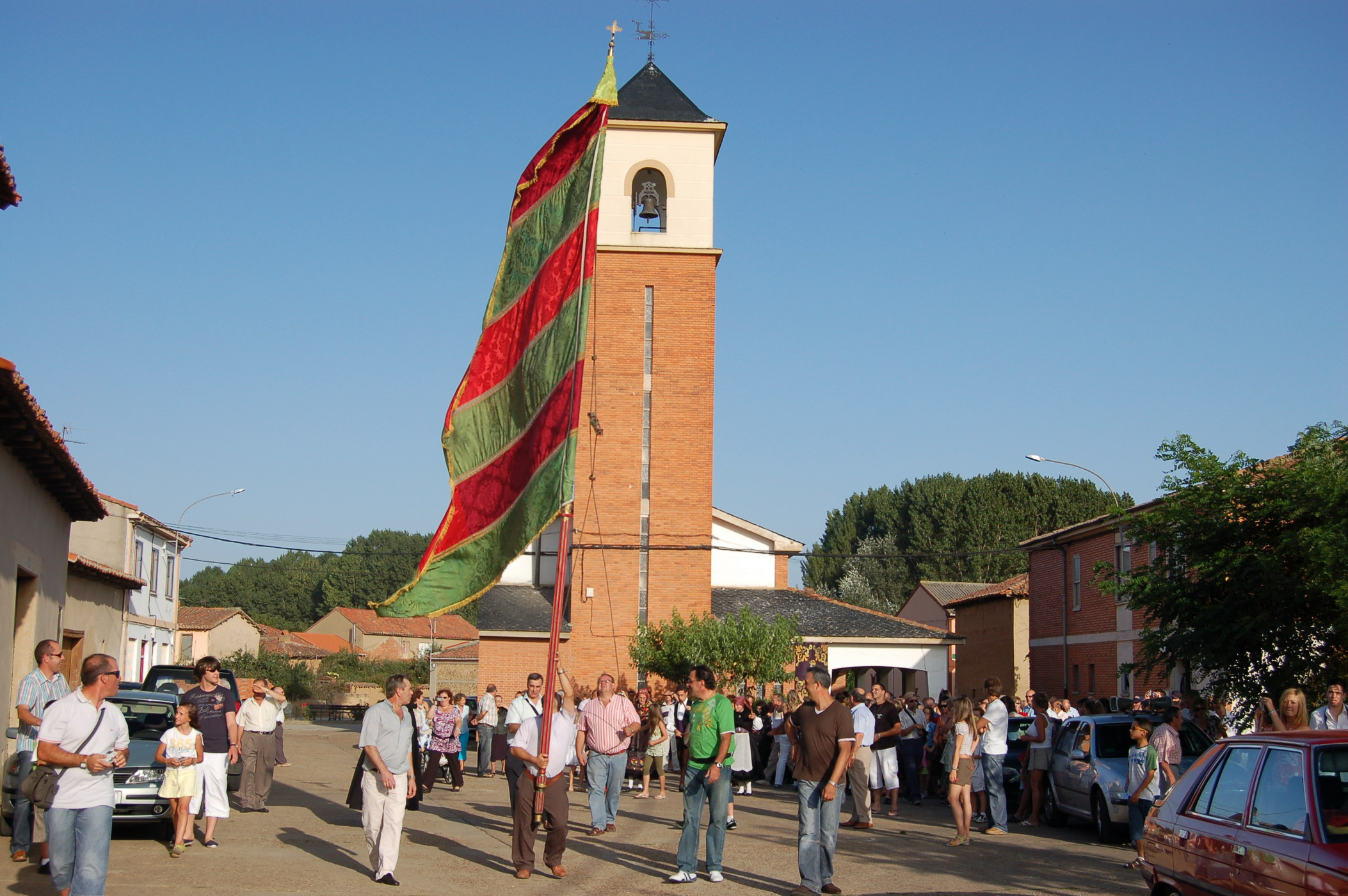
Pendón de Turcia (2007)

Además, el pueblo de Turcia cuenta con un pendón que data de los últimos años del siglo XIX, restaurado en 2007, gracias a desinteresadas aportaciones vecinales. Después de su restauración, se presentó oficialmente el sábado 4 de agosto de 2007, en una ceremonia solemne en que fue bendecido por el cura párroco y posteriormente llevado en procesión por las calles del pueblo. Actualmente existe una asociación de amigos del pendón que llevan en procesión el expresado estandarte por diversas fiestas y romerías de la provincia de León. Se les reconoce en este tipo de actos por sus distintivos polos de color anaranjado.

### Ramo leonés
Otra de las tradiciones que había en el pueblo y en los de los alrededores, era el Ramo de Navidad, un elemento autóctono de la celebración navideña de esta tierra de León, que estuvo a punto de caer en el olvido. El ramo de Turcia, como todos los ramos navideños y patronales que conocemos, era una ofrenda religiosa, por lo que se cantaba en la iglesia parroquial o en la ermita, no siendo nunca un adorno para las viviendas.
En la antigua iglesia de Santa María de Turcia se cantaba anualmente el ramo de Navidad. La ceremonia de ofrecimiento y canto del ramo comenzaba antes de la misa del día 25 de diciembre (Natividad del Señor), cuando por la mañana se hallaban todos los vecinos aposentados en el templo y se realizaba una plegaria para celebrar la noche del nacimiento, aunque no se ofrecía al Niño Jesús, sino a la Virgen María.
Por aquellos años, las mozas elaboraban uno de estos ramos e iban ataviadas con el pañuelo del ramo; posteriormente organizaban por el centro de la nave de la iglesia una procesión, en la cual llevaban el ramo hacía al altar mayor, a la vez que cantaban estrofas que se modificaban año tras año, en las que se aludía a la Natividad y a la vida local.
El desarrollo de la ofrenda navideña seguía el esquema tradicional de los demás ramos que se cantaban con motivo de bodas o fiestas patronales. Primeramente se pedía permiso al sacerdote o mayordomo para entrar al templo a cantar el ramo. La parte central, la constituía el relato del nacimiento de Jesucristo y se hacía ante el altar. A continuación iban descubriéndose las ofrendas y finalmente se realizaba la despedida, con la felicitación a los presentes. Esta costumbre se perdió en el pueblo de Turcia en torno a 1945.
También, nos consta que en el pueblo de Turcia se realizaron cantos del ramo con dedicaciones exclusivas a Santa Cristina, en su festividad; así como otros a la Virgen de las Angustias.
Por iniciativa de la Comisión de fiestas local, se decidió recuperar esta tradición, para lo cual se elaboró un nuevo ramo de madera y se presentó oficialmente ante el pueblo el 1 de agosto de 2009, coincidiendo con la misa de la fiesta de la Asociación de Jubilados. Las cantoras del coro de la iglesia realizaron un canto en honor a Santa Cristina, que fue compuesto originalmente por Antonino García Álvarez en 1839.

### El mayo

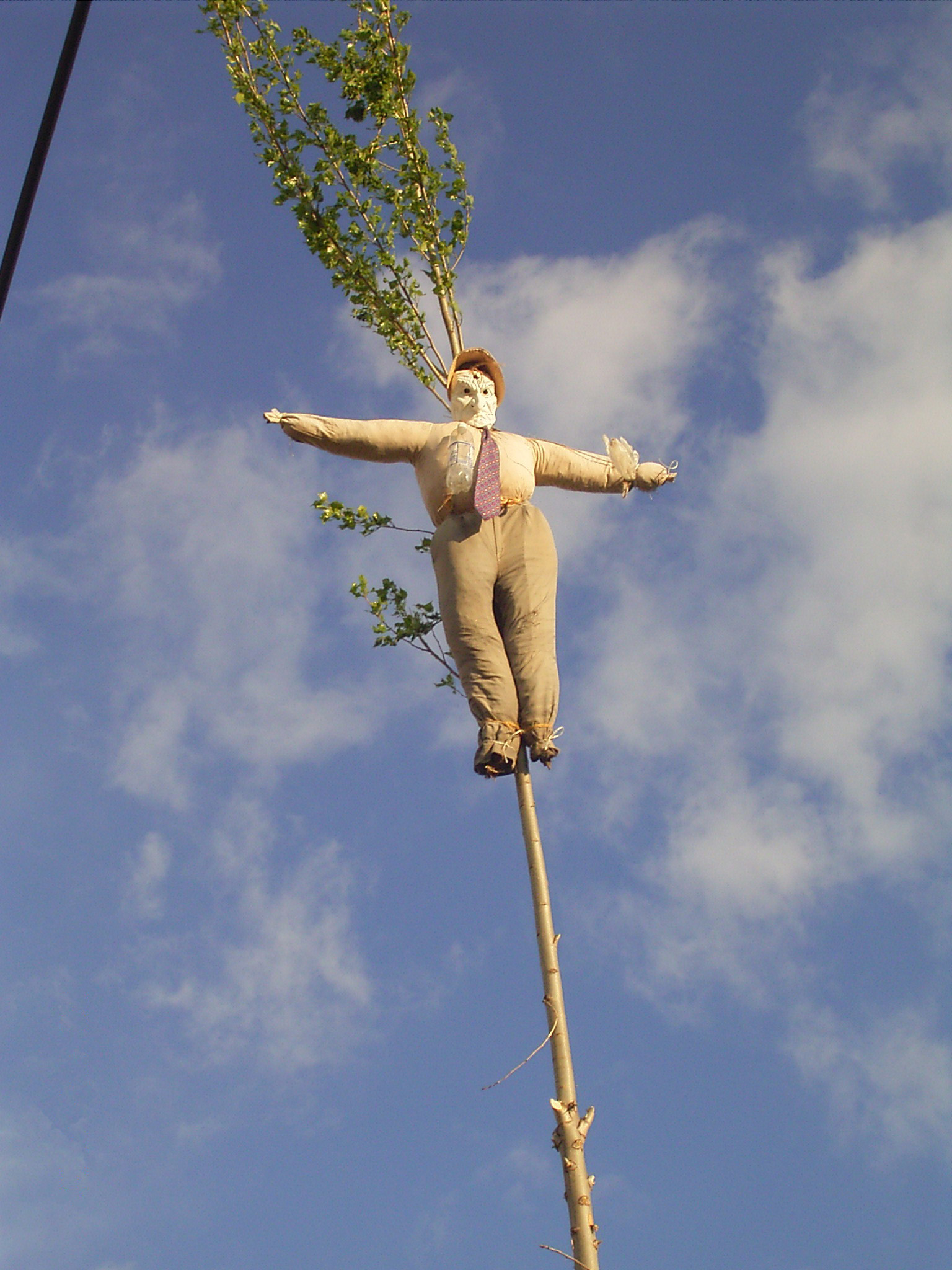
Mayo colocado en Turcia (2007)

Como en gran parte de los pueblos de Castilla y León, existía en Turcia la ancestral costumbre de colocar, el primer domingo del mes de mayo, un poste con una especie de monigote (hecho de paja y vestido con ropajes viejos) en la parte más alta del mismo, que recibía el nombre de mayo. Estos mayos se solían ubicar en las inmediaciones del pozo artesiano. En torno al mayo se solían reunir mozos y mozas para bailar y divertirse; todo ello suponía una especie de celebración de forma prematura de los bienes que pruduciría el campo. No hay que olvidar que la inmensa mayoría de los habitantes del pueblo era campesina y todo giraba en torno a la tierra, de la que brotaba el tan necesario alimento.
También era frecuente que se practicaran juegos a modo de cucaña, engrasando el tronco y colocando en su cumbre algún objeto digno de deseo.
Esta tradición se perdió en los años sesenta, pero fue recuperada el 28 de abril de 2007, cuando se volvió a colocar el mayo. En esta ocasión se alteró su ubicación tradicional y se situó en las eras de abajo.

### Carnaval

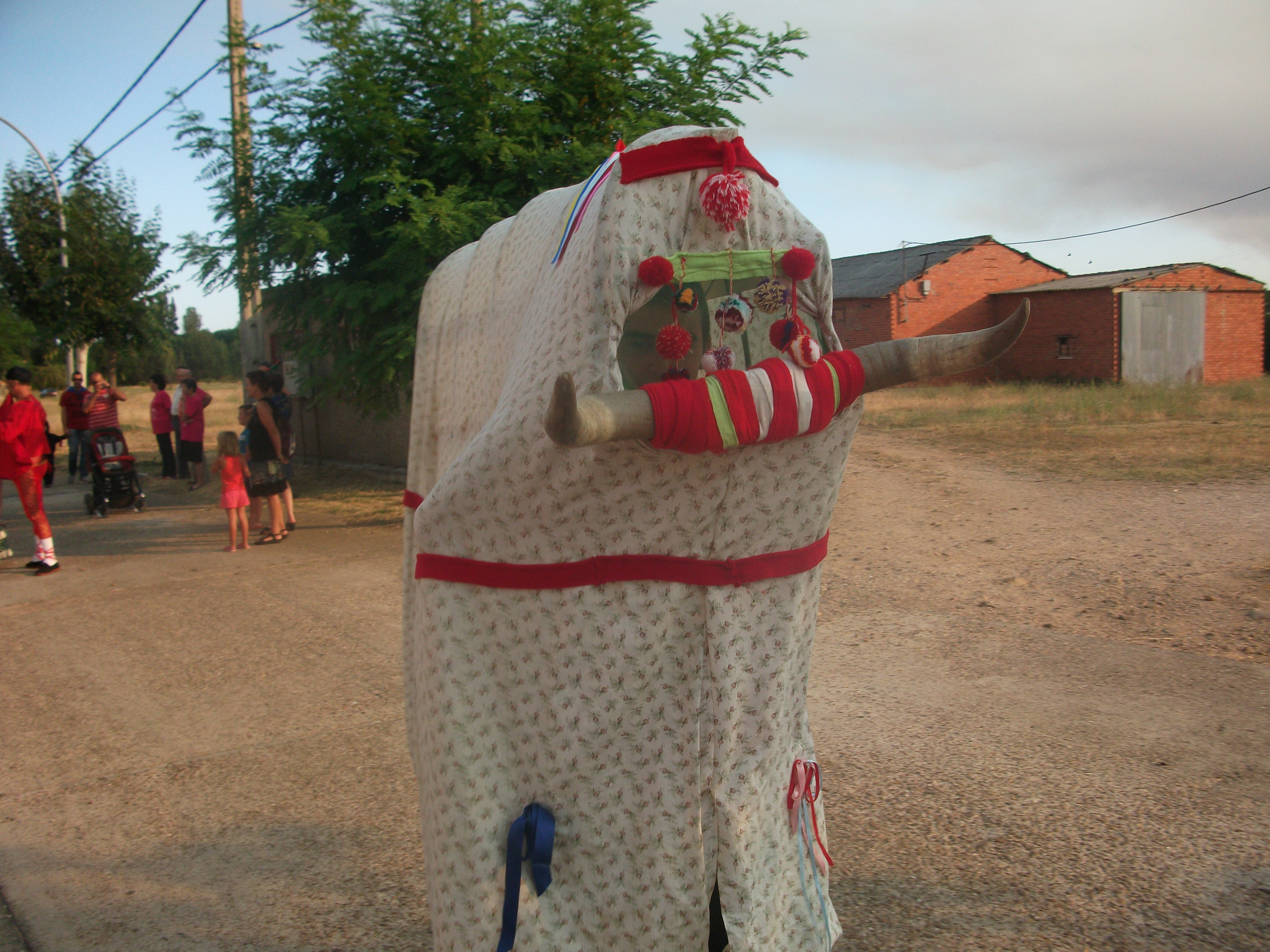
Toro del carnaval (2012)

Antaño los carnavales eran organizados por los quintos (mozos desde que sortean hasta que se incorporan al servicio militar), los cuales se ataviaban con ropajes antiguos, máscaras y cencerros, a la vez que elaboraban un carro engalanado con los cacharros más antiguos de sus casas. Era costumbre que pidieran limosna y huevos por las casas del pueblo. Como dato anecdótico, cabe destacar que las mujeres que eran quintas no podían acompañar a los mozos de su quinta a pedir huevos por las calles. La prohibición de esta tradición en época franquista hizo decaer esta costumbre, que ha sido recuperada con fuerza en muchos pueblos de la zona en los últimos años.
Sin duda, lo que más caracterizó al carnaval turciano tradicional fue la elaboración de un toro, por medio de un armazón de madera recubierto por una sábana blanca y unos cuernos de vaca añadidos. Estos "toros" han sido recuperados recientemente para las fiestas veraniegas, en las que amenizan el desfile de carrozas y recorren las principales calles de la localidad.

## Ocio

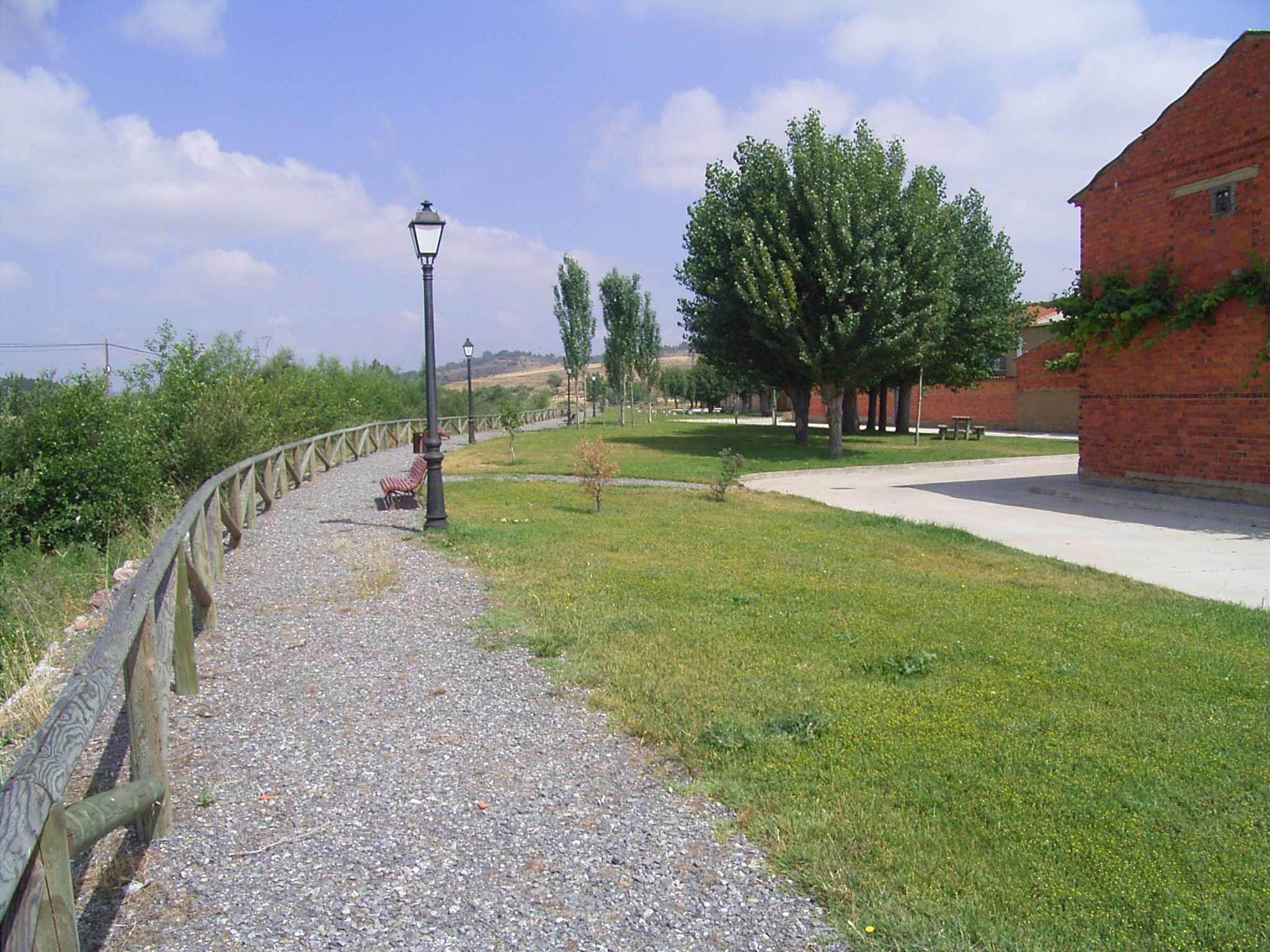
Paseo del río Barbadiel (2006)

El polideportivo local, construido en torno a 1994, situado en el pago de La Cachana, en las inmediaciones del bar del pueblo.
El frontón, construido en 2008, situado anejo al polideportivo y al bar de la localidad.
Paseo del río Barbadiel, zona ajardinada con bancos, merenderos y parques infantiles, situada en el margen izquierdo del citado río a su paso por la localidad. Fue inaugurado el 27 de agosto de 2002.
Paseo que une los pueblos de Turcia y Armellada, construido en 2009, con bancos y farolas.